# Amarete
Amarete – miasto w Boliwii, w departamencie La Paz, w prowincji Bautista Saavedra.